# Salle Werner Vaughn
Salle Werner Vaughn (nascida em 1939) é uma artista americana. Vaughn nasceu em Tyler, no Texas.
Muito conhecida pelas suas pinturas, Vaughn, de Houston, também converteu um conjunto de casas de campo do início do século XX ao longo do bloco 4600 da Blossom Street, Houston, numa instalação de arte chamada "Harmonium". Ela começou a trabalhar nas casas no início dos anos 1980.
O seu trabalho encontra-se incluído nas colecções do Metropolitan Museum of Art, e do Museu de Belas-Artes de Houston.